# Festival de la Canción de Intervisión 2015

Los países participantes confirmados en el Festival de la Canción de Intervisión de 2015

El Festival de la Canción de Intervisión 2015 iba a ser el sexto Festival de la Canción de Intervisión y el primero desde el anuncio de su renacimiento en mayo de 2014. El concurso estaba programado para llevarse a cabo en la ciudad rusa de Sochi, que fue sede de los Juegos Olímpicos de Invierno de 2014, sin embargo fue pospuesto indefinidamente en 2015.
Los países elegibles que pueden competir en el certamen son los países que pertenecen a la Comunidad de Estados Independientes, a la Organización de Cooperación de Shanghái y las antiguas repúblicas de la Unión Soviética.
Doce países participaron en la quinta edición del Festival de la Canción de Intervisión en 2008.
De los países que anteriormente tomaron parte en este festival, seis de ellos (Kazajistán, Kirguistán, Rusia, Tayikistán, Turkmenistán y Uzbekistán) han confirmado hasta el momento que volverán a esta competición. De cualquier modo, el país más poblado del mundo (China) pretendía hacer su primera presentación en la edición de 2015 del festival de Intervisión, haciendo este festival uno de los más representativos de la población mundial.

## Ubicación
El cantante y productor ruso Igor Matvienko anunció que el restablecimiento del Festival de la Canción de Intervisión, fundado en 1961 (con el nombre de Festival de Sopot) por el judío polaco y superviviente del Holocausto, Wladyslaw Szpilman, se llevaría a cabo en la ciudad costera de Sochi, que fue sede de los Juegos Olímpicos de Invierno 2014.

## Otros países
El concurso está abierto a los miembros de la Comunidad de Estados Independientes, a los miembros de la Organización de Cooperación de Shanghái y a todos los Estados postsoviéticos (incluyendo los 3 países bálticos).
- – En el 27 de febrero de 2015, la emisora de TV de Letonia (LTV) anunció que no participará en el concurso de Sochi.[6]
- –El 26 de febrero, la emisora de televisión moldava (TRM) anunció que estaba interesada en participar en el Festival de la Intervisión de Sochi.[7]